# Lagunas Chuncara
Lagunas Chuncara är sjöar i Chile.   De ligger i regionen Región de Tarapacá, i den norra delen av landet, 1 500 km norr om huvudstaden Santiago de Chile. Lagunas Chuncara ligger 4 551 meter över havet.
Omgivningarna runt Lagunas Chuncara är i huvudsak ett öppet busklandskap. Trakten runt Lagunas Chuncara är nära nog obefolkad, med mindre än två invånare per kvadratkilometer.